# امامزاده شاه صادق
امامزاده شاه صادق مربوط به دوره ساسانی، دوره اسلامی است و در شهرستان دشتستان، بخش مرکزی، دهستان حومه، روستای خوشمکان واقع شده و این اثر در تاریخ ۸ بهمن ۱۳۸۵ با شمارهٔ ثبت ۱۷۱۲۲ به عنوان یکی از آثار ملی ایران به ثبت رسیده است.